# Muso Shinden Ryu
Muso Shinden-ryū (夢想神伝流) är en japansk koryu med huvudfokus på iaidō.
Skolan Muso Shinden-ryū grundades 1933 av Nakayama Hakudo (1869 - 1958). Skolan är en variant av Hasegawa Eishin-ryu och bygger på Hakudo-senseis studier av de båda grenarna Tanimura-ha under Morimoto Tokumi och Shinmomura-ha under Hosokawa Yoshimasa.